# The Stand Ins
The Stand Ins è il quinto album in studio del gruppo musicale indie rock statunitense Okkervil River, pubblicato nel 2008.

## Tracce
1. Stand Ins, One – 0:47
2. Lost Coastlines – 5:31
3. Singer Songwriter – 3:49
4. Starry Stairs – 4:01
5. Blue Tulip – 6:18
6. Stand Ins, Two – 0:31
7. Pop Lie – 3:12
8. On Tour with Zykos – 4:54
9. Calling and Not Calling My Ex – 4:21
10. Stand Ins, Three – 0:54
11. Bruce Wayne Campbell Interviewed on the Roof of the Chelsea Hotel, 1979 – 5:54

## Formazione
- Will Sheff - chitarre, tastiere, voce
- Scott Brackett - organo, synth, percussioni, voce, tastiere
- Brian Cassidy - chitarra, mandolino, voce
- Jonathan Meiburg - banjo, voce, wurlitzer, piano
- Travis Nelsen - batteria, percussioni
- Patrick Pestorius - basso, voce
- Charles Bissell - chitarra
- Zachary Thomas - mandolino